# حمیدیه (مهدی‌شهر)
حمیدیه یک روستا در ایران است که در شهرستان مهدی‌شهر استان سمنان واقع شده‌است. حمیدیه ۱۷ نفر جمعیت دارد.

## جمعیت
این روستا براساس سرشماری مرکز آمار ایران در سال ۱۳۸۵، جمعیت آن ۱۷ نفر (۵ خانوار) بوده‌است.